# Atorella
Atorella is een geslacht van neteldieren uit de familie van de Atorellidae.

## Soorten
- Atorella arcturi Bigelow, 1928
- Atorella japonica Kawaguti & Matsuno, 1981
- Atorella octogonus Mills, Larson & Young, 1987
- Atorella subglobosa Vanhöffen, 1902
- Atorella vanhoeffeni Bigelow, 1909